# Baoshan (Hsinchu)
Baoshan (chinesisch 寶山鄉, Pinyin Băoshān xiāng, Hakka: Pó-sân-hiông / Boˊ sanˋ hiongˋ, taiwanisch: Pó-san-hiong) ist eine Landgemeinde des Landkreises Hsinchu in der Republik China (Taiwan).

## Lage und Beschreibung

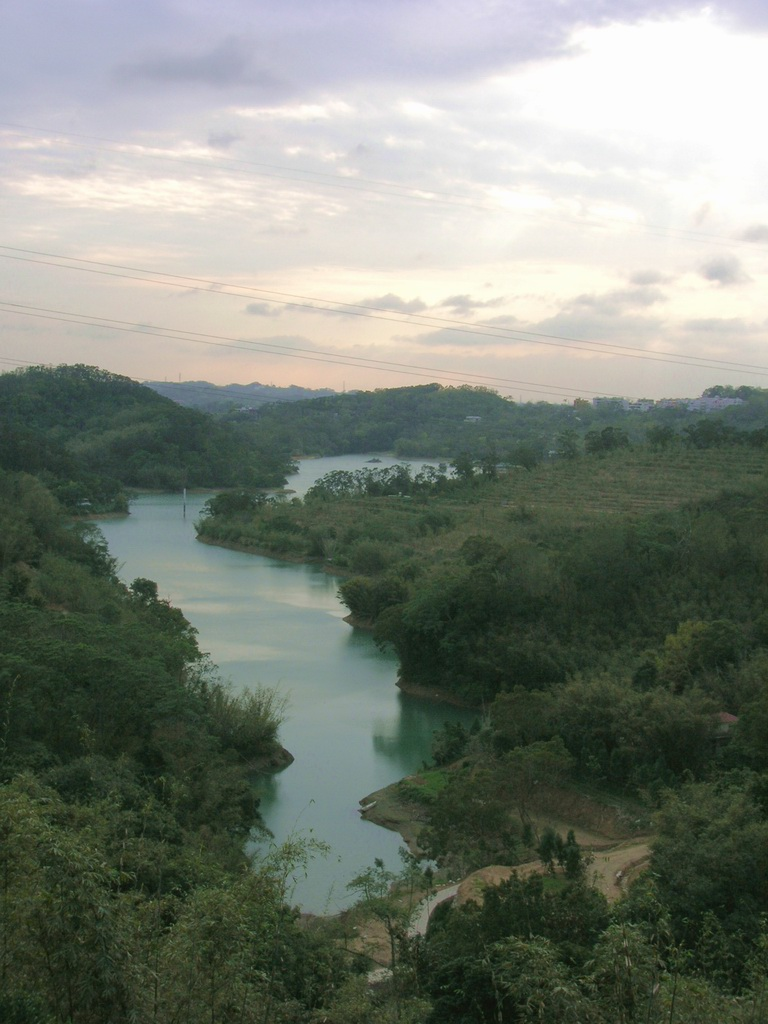
Der Baoshan-Stausee 1

Baoshan liegt im Westen des Landkreises Hsinchu und hat ungefähr die Form eines gleichschenkligen rechtwinkligen Dreiecks. Die Gemeinde grenzt im Westen und Norden an die Bezirke Xiangshan und Ost der Stadt Hsinchu, im Osten an Zhudong und Beipu sowie im Süden an Emei und die Gemeinde Toufen des Landkreises Miaoli.
Baoshans Gelände ist meist hügelig und fällt von Süden nach Norden hin ab. In dieser Richtung durchlaufen einige Flüsse die Gemeinde, u. a. der Yan’gang (鹽港溪) und der Shuangxi (雙溪, weiter nördlich 客雅溪 Keya). Im Osten der Gemeinde liegen die Stauseen Baoshan Shuiku (寶山水庫) eins und zwei, die der Wasserversorgung der Stadt Hsinchu und des Hsinchu-Wissenschaftsparks dienen.
Baoshans Bevölkerung konzentriert sich im an die Stadt Hsinchu angrenzenden Norden des Gebiets. Die Mehrheit der Einwohner gehört der Volksgruppe der Hakka an.

## Geschichte

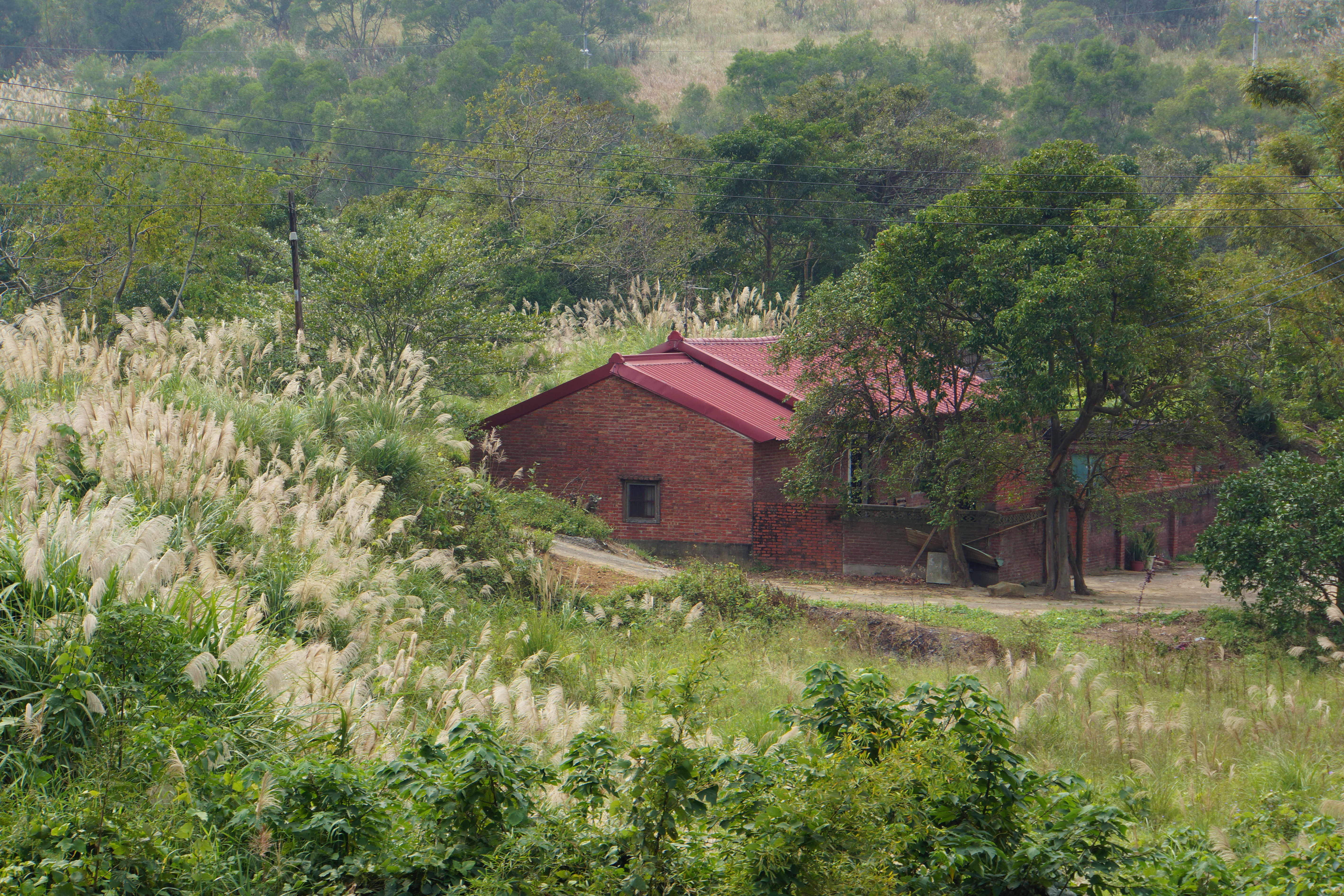
Bauernhaus in Baoshan

Die im 18. Jahrhundert in das Gebiet des heutigen Baoshan einwandernden chinesischen Siedler nannten das Gebiet aufgrund seines dichten Grasbewuchses Caoshan (草山), „Grasberge“. Sie siedelten sich vor allem im etwas flacheren Norden des Gebiets an und betrieben Landwirtschaft. Während der japanischen Herrschaft über Taiwan wurde die Region im Jahr 1920 zur Gemeinde Baoshan zusammengefasst. Der neue Ortsname setzte sich aus dem ersten Schriftzeichen einer Ortschaft namens Baodouren und dem zweiten Zeichen des Namens Caoshan zusammen und bedeutet „Schatzberge“. Nach der Übernahme Taiwans durch die Republik China wurde Baoshan im Jahr 1950 in den Landkreis Hsinchu eingegliedert.

## Verkehr und Wirtschaft

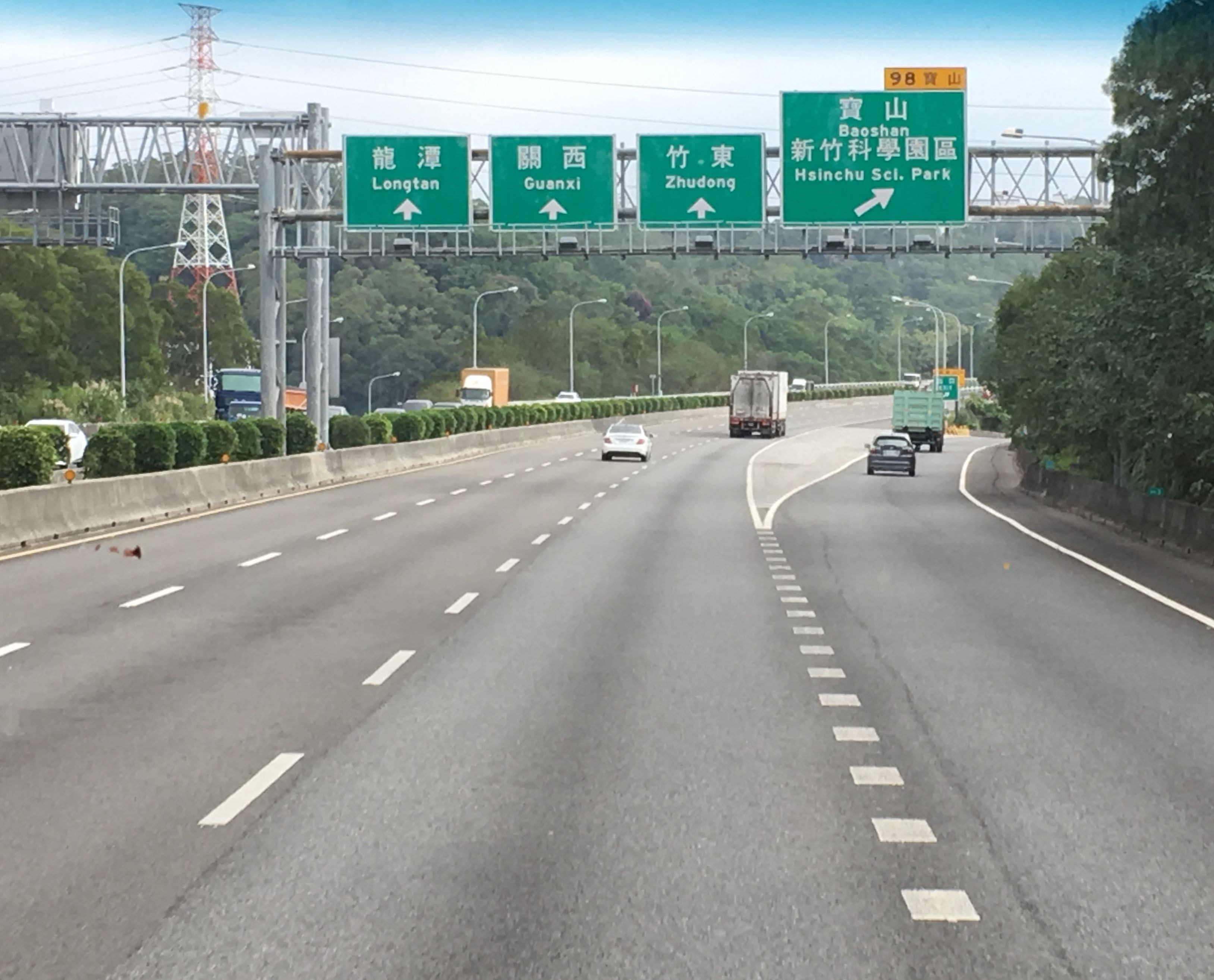
Am Autobahnkreuz Baoshan

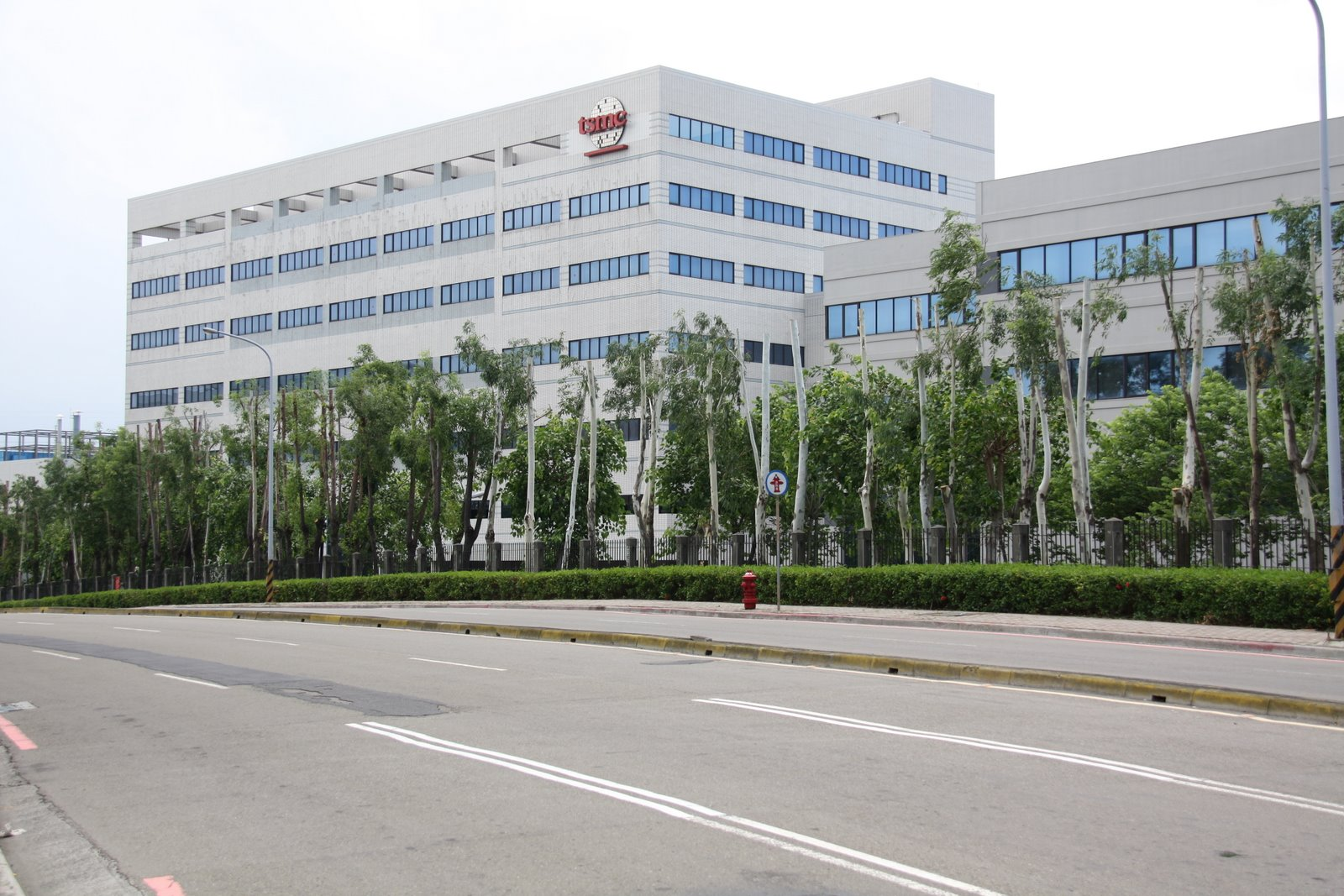
TSMC-Werk

Im Norden der Gemeinde kreuzen sich die Autobahnen Nationalstraße 1 (Nord-Süd) und Nationalstraße 3 (West-Ost). Darüber hinaus gibt es in Baoshan keine Provinzstraßen (省道 shengdao) oder Kreisstraßen (縣道 xiandao), nur einige Landstraßen (鄉道 xiangdao), unter denen die Hsinchu-Straße 40 (竹40線) im Süden der Gemeinde die wichtigste West-Ost-Verbindung darstellt. Für den Öffentlichen Nahverkehr gibt es einige Buslinien.
In der angrenzenden Stadt Hsinchu und teilweise auch in Baoshan liegt der Hsinchu-Wissenschaftspark, in dem viele Einwohner der Gemeinde Beschäftigung finden. Unter anderem unterhält der Halbleiterproduzent TSMC (台積電 Taijidian) Produktionsstätten in Baoshan.
Bekannte landwirtschaftliche Produkte umfassen Oliven, Spargel, Bambussprossen, Sternfrucht, Nashi-Birnen, Litschi und Tangerinen sowie andere Zitrusfrüchte. Das früher bedeutende Zuckerrohr spielt heute nur noch eine untergeordnete Rolle, allerdings wird in der Zuckerfabrik im Dorf Xinshe immer noch Brauner Zucker, eine Spezialität der Gemeinde, produziert.

## Kultur und Sehenswürdigkeiten

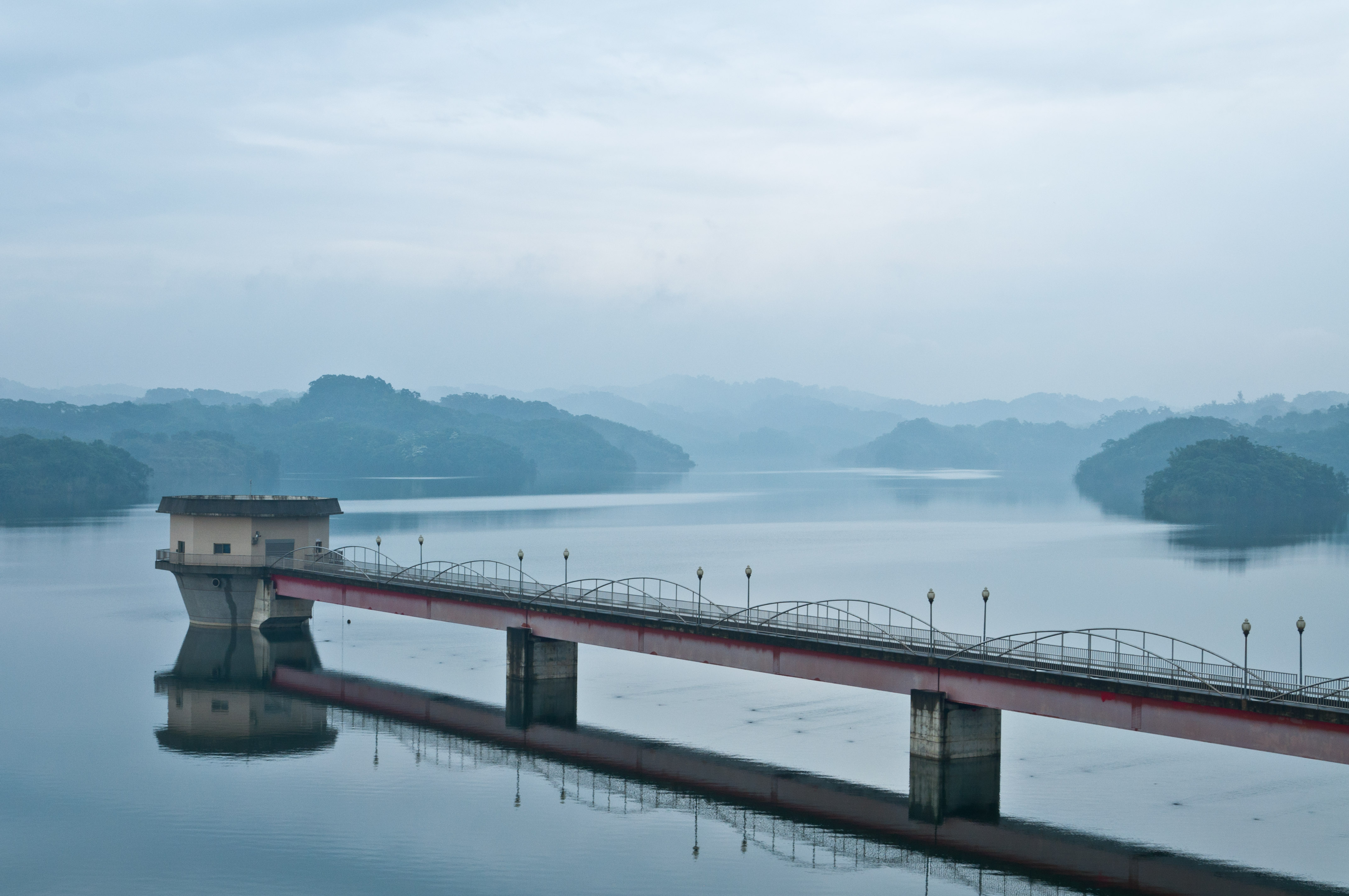
Der Baoshan-Stausee 2

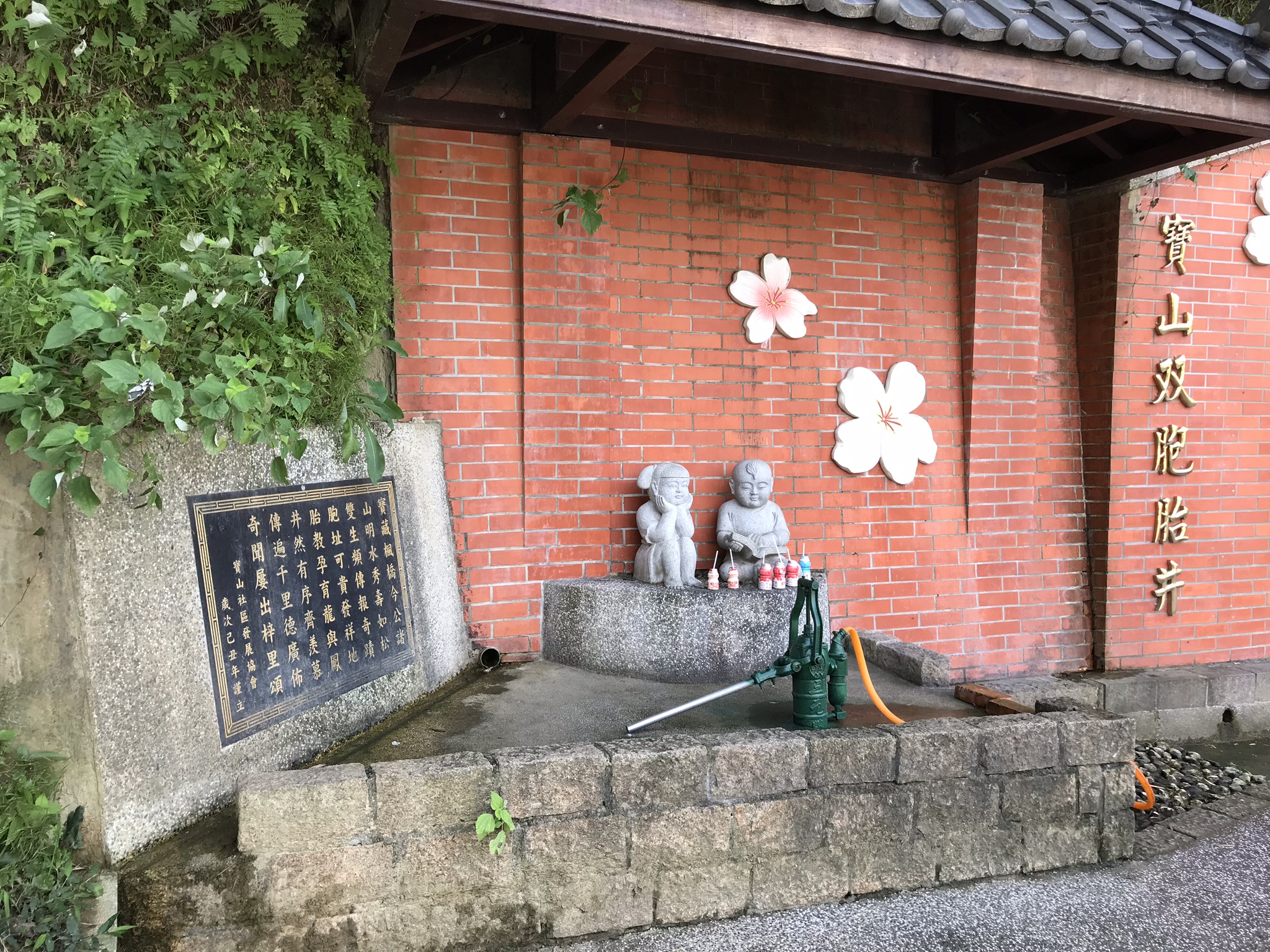
Der Zwillingsbrunnen

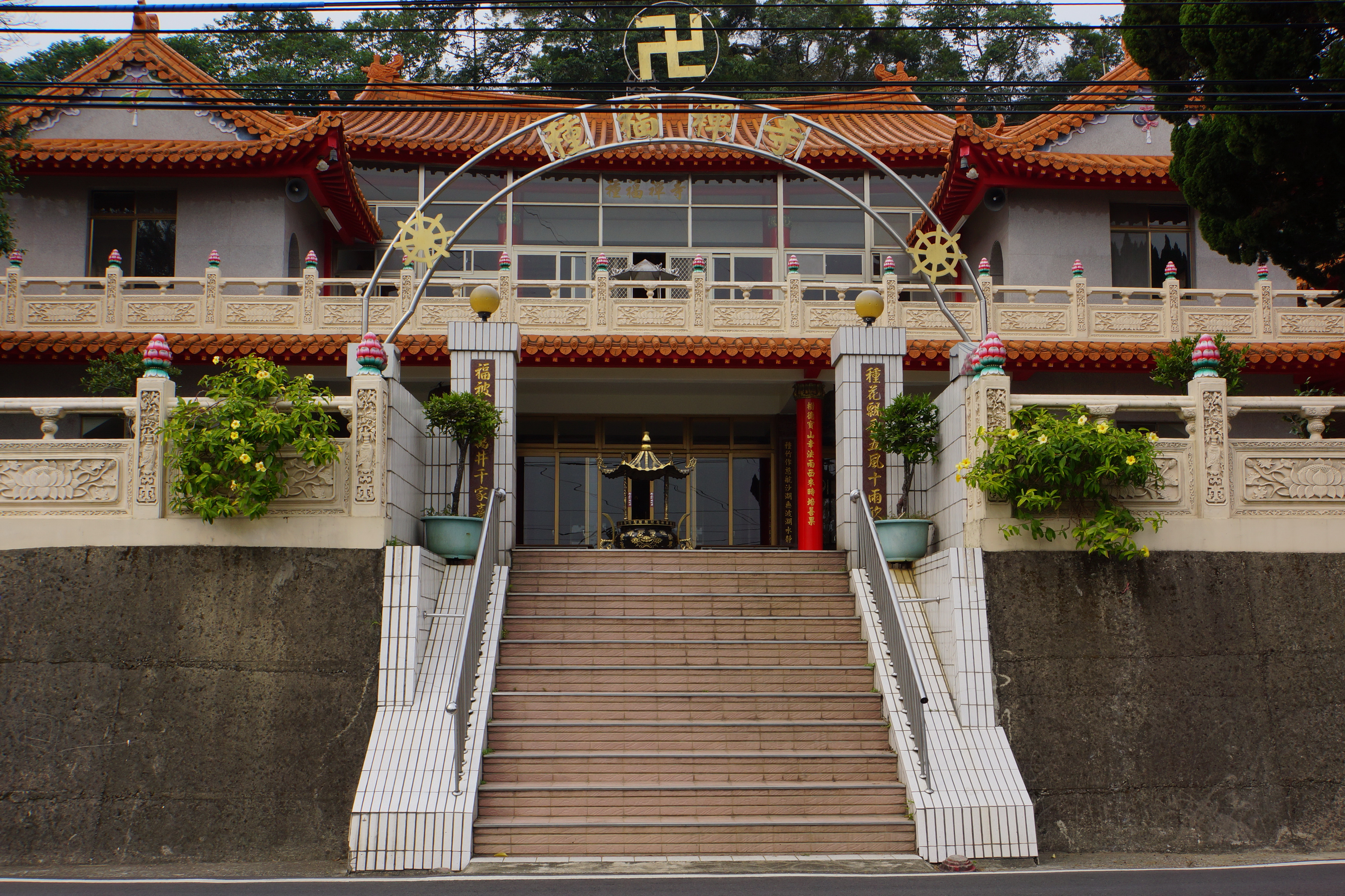
Der Zhongfu Chansi

Das Hügelland Baoshans ist ein beliebtes Ausflugsziel und stellenweise durch Wanderwege erschlossen, u. a. an den beiden Stauseen. Zwei Hängebrücken, die über den nördlich gelegenen Stausee 1 führen, gelten als besondere Attraktionen: die Baohu-Brücke (寶湖吊橋) im Westen und die Bihu-Brücke (碧湖吊橋) im Osten.
In der Siedlung Fengqiao im Osten der Gemeinde steht der Baoshan Zwillingsbrunnen (寶山雙胞胎井 Baoshan Shuangbaotaijing), ein Brunnen, der im Ruf steht, durch den Genuss seines Wassers oder auch nur durch seine Nähe zur Geburt von Zwillingen verhelfen zu können, weshalb Zwillingsgeburten in dieser Region besonders häufig seien. Es hat sich eingebürgert, dass der Brunnen zum „Doppelzehnten“ (雙十 Shuangshi) am 10. Oktober, dem Nationalfeiertag der Republik China (Taiwans), verbunden mit einer Feier von Zwillingspaaren aus der Region und ganz Taiwan besucht wird.
Ein ungewöhnlicher Tempel steht unweit der Nationalstraße 1 im Westen von Baoshan: der Jiulong Gong (玖龍宮), der dem Gott Xuantian Dadi gewidmet ist, in dessen hinteren Teil sich jedoch eine als Gott geschmückte Statue des ehemaligen Präsidenten der Republik China Chiang Kai-shek befindet, die hauptsächlich von alten Soldaten und Kuomintang-Anhängern verehrt wird.
Ein bedeutender buddhistischer Tempel ist der Zhongfu Chansi (種福禪寺) im Dorf Shanhu, der Guanyin gewidmet ist.